# Pseudostenophylax minimus
Pseudostenophylax minimus är en nattsländeart som beskrevs av Banks 1940. Pseudostenophylax minimus ingår i släktet Pseudostenophylax och familjen husmasknattsländor. Inga underarter finns listade i Catalogue of Life.